# تكية زاغرم
تكية زاغرم (بالفارسية: تکیه زاغرم) هي تكية شيعية تاريخية تعود إلى السلالة الصفوية والقاجاريين، وتقع في مقاطعة تفرش.